# Enlil-kudurri-usur
Enlil-kudurri-usur, roi d'Assyrie de 1198-1193 ou 1187-1183 (Amélie Kuhrt).

## Biographie
Il est le deuxième fils de Tukulti-Ninurta Ier. Il sera le dernier souverain de la IVe dynastie. À la fin de son règne, le trône est usurpé par Ninourta-Apal-Ekur Ier (ou Ninurta-Apal-kur, 1193-1180 ou 1182-1180 - Amélie Kuhrt) un descendant de Adad-Nirâri Ier.